# کژمینیتس (استان اوپوله)
کژمینیتس (به لهستانی: Krzemieniec) یک منطقهٔ مسکونی در لهستان است که در گمینا نامسووو واقع شده‌است.